# Overblijvende hardbloem
De overblijvende hardbloem (Scleranthus perennis, synoniem: Scleranthus perennis subsp. perennis) is een vaste plant die behoort tot de anjerfamilie (Caryophyllaceae). De soort staat op de Nederlandse Rode lijst van planten als zeer zeldzaam en zeer sterk in aantal afgenomen. De plant komt van nature voor in Eurazië. Het aantal chromosomen is 2n = 22.
De grijsgroene plant met roodachtige stengels wordt 5-20 cm hoog, vormt een kruipende wortelstok en is aan de voet verhout. De stengelleden zijn vaak korter dan de priem tot lijnvormige bladeren.
De overblijvende hardbloem bloeit van mei tot oktober met groen met wit gekleurde bloemen. De perigyne bloem heeft geen kroonbladen, maar wel kelkbladen. De groene kelk is 2,4-3 mm lang met tijdens de bloei rechtafstaande kelkslippen, die een 0,2-0,3 mm brede, vliezige, witte rand hebben. De bloem is perigyn. Dat wil zeggen dat het vruchtbeginsel bovenstandig is en de bloembodem een soort bloembeker (hypanthium) vormt, die half zo hoog is als het vruchtbeginsel.
De 3,5-4,5 lange vrucht is een nootje.

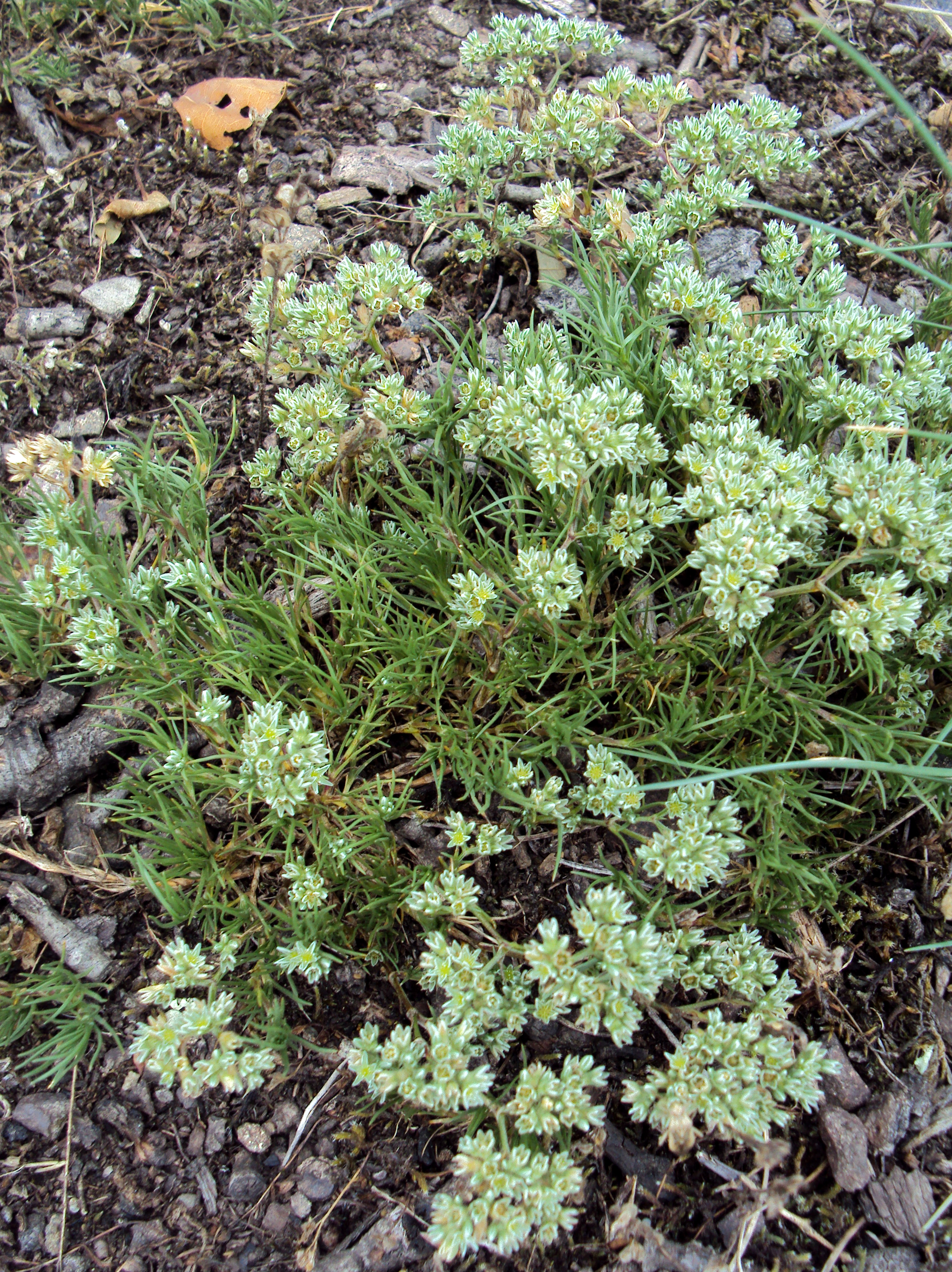
Bloeiende plant
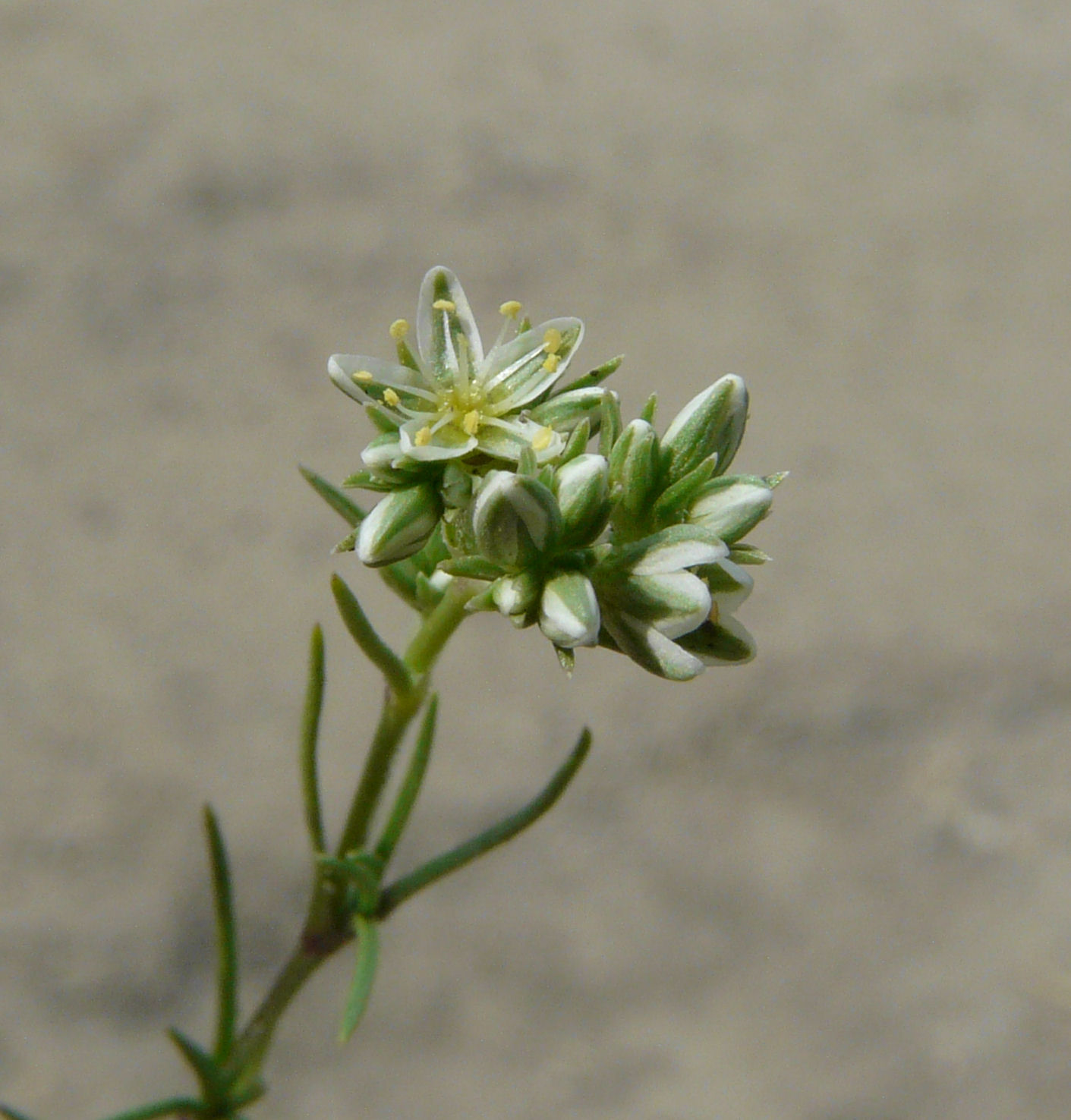
Bloeiwijze
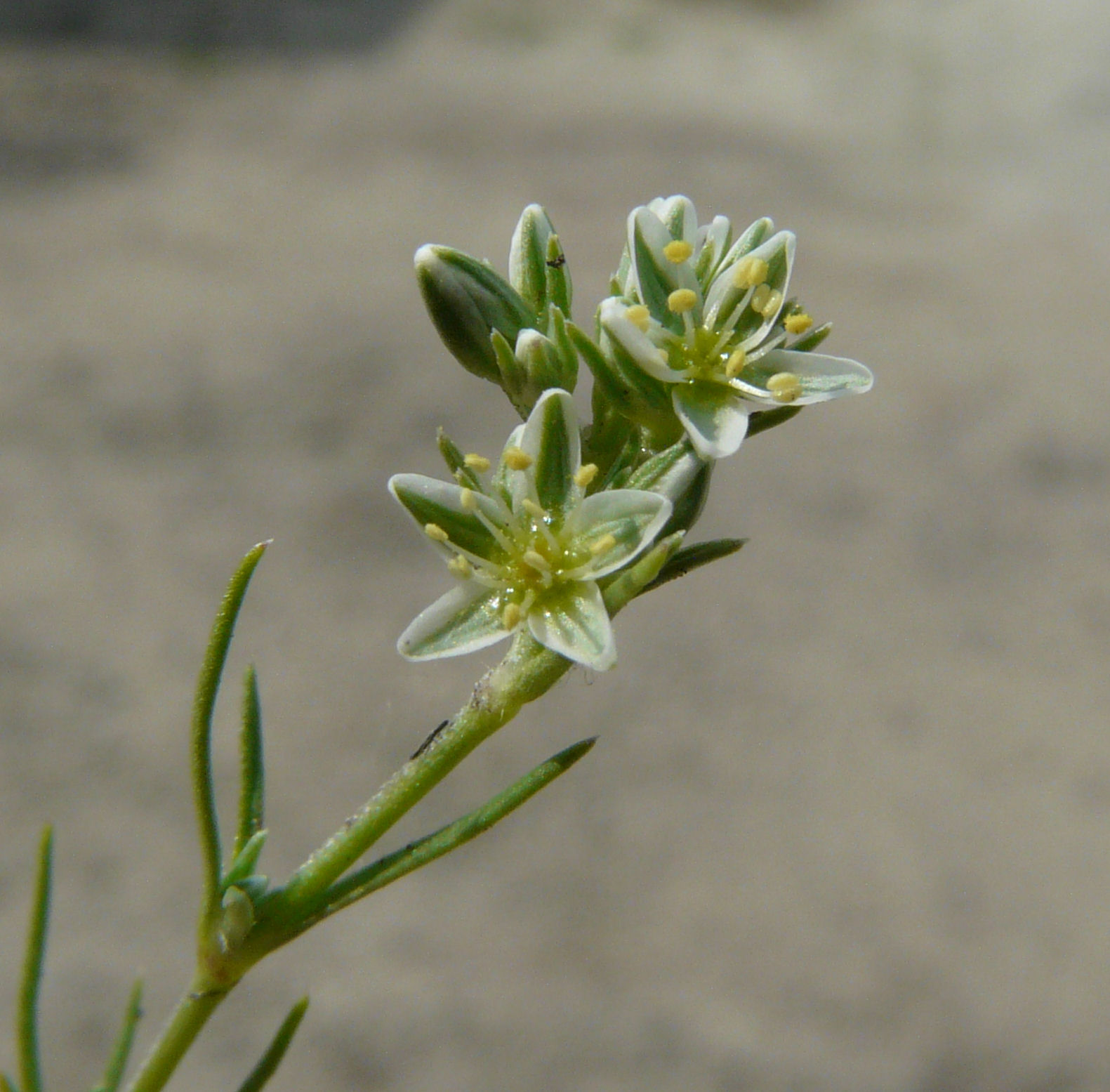
Bloemen

De plant komt voor tussen laag gras en langs zandwegen op droge, kalkarme grond.

## Plantengemeenschap
De overblijvende hardbloem is een kensoort voor de orde Trifolio-Festucetalia ovinae en voor het onderliggende verbond van gewoon struisgras (Plantagini-Festucion), plantengemeenschappen behorende tot de klasse van droge graslanden op zandgrond.
Het is tevens een indicatorsoort voor struisgrasvegetaties (ha) subtype Dwerghaververbond, een karteringseenheid in de Biologische Waarderingskaart (BWK) van Vlaanderen en het Brussels Hoofdstedelijk Gewest.

## Namen in andere talen
- Duits: Ausdauernder Knäuel
- Engels: Perennial Knawel
- Frans: Scléranthe vivace